# Laddu

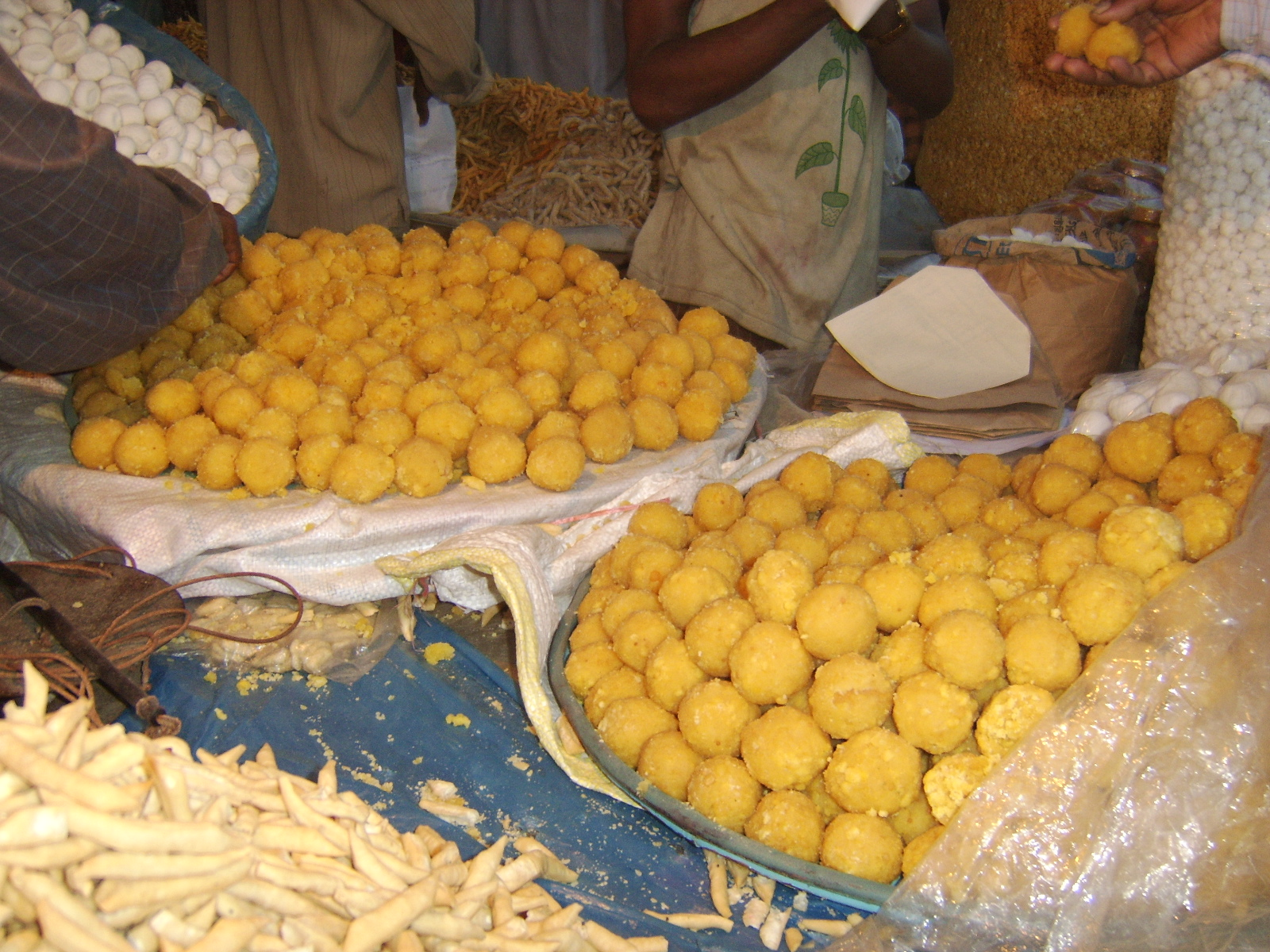
Laddus aus Bangladesch

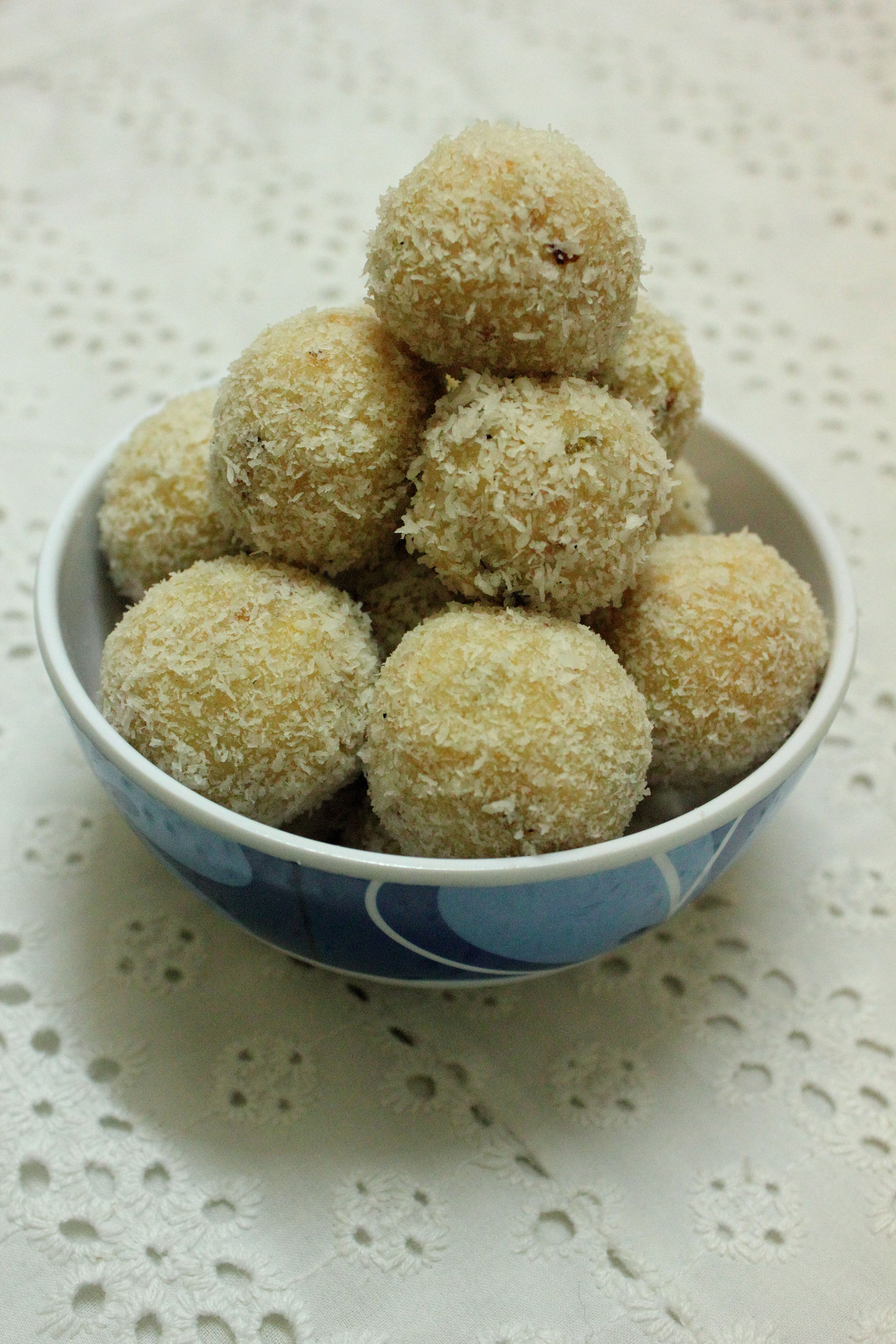
Kokos-Laddus aus Indien

Ein Laddu ist eine traditionelle indische Süßspeise in kugeliger Form. Sie wird als „die vielleicht universellste und älteste der indischen Süßigkeiten“ bezeichnet. Laddus sind ein fester Bestandteil der indischen Küche. Sie werden vor allem in Nordindien oft als Nachspeise oder zum Tee (chai) gereicht. In ganz Indien ist das Servieren von Laddus fester Bestandteil von Feierlichkeiten und religiösen Festen, insbesondere bei solchen, die mit der Hindu-Gottheit Ganesha in Verbindung gebracht werden.

## Zutaten
Laddus können aus verschiedenen Zutaten bestehen, so etwa aus in Butter geröstetem Kichererbsenmehl sowie Sesamsamen, Mandeln, Pinienkernen und Gewürzen. Auch aus geschnittenen Trockenfrüchten werden – vermengt mit verschiedenen Zuckerarten – kleine Kugeln geformt.

## Geschichte
Bei archäologischen Ausgrabungen wurde festgestellt, dass in der Indus-Tal-Zivilisation um 2600 v. Chr. „Nahrungsbälle“ aus Hülsenfrüchten und Getreide wie Gerste, Weizen, Kichererbsen und Mungobohnen verzehrt wurden.
In dem medizinischen Text Sushruta Samhita aus dem 3./ 4. Jahrhundert werden „ladduka“ als kleine Kugeln aus Jaggery, Erdnüssen und Sesamsamen beschrieben, die mit Honig überzogen sind. Diese Kugeln wurden als Antiseptikum und zur oralen Verabreichung von Medikamenten verwendet. Die erste urkundliche Erwähnung von Laddu als Süßspeise findet sich jedoch im Westindien-Kochbuch Lokopakara aus dem 11. Jahrhundert. Es enthält ein Rezept für die Herstellung von Laddus mit „shavige“ (Reisfadennudeln), Ghee und Zuckersirup, die zu Kugeln geformt und in Ghee gebraten werden. Das indische Kochbuch Nimatnama-i-Nasiruddin-Shahi aus dem 15. Jahrhundert enthält mehrere Rezepte für laddus, die mit Weißmehl, Trockenfrüchten, Rosenwasser, Kampfer und Moschus hergestellt werden.

## Variationen

### Besan laddu

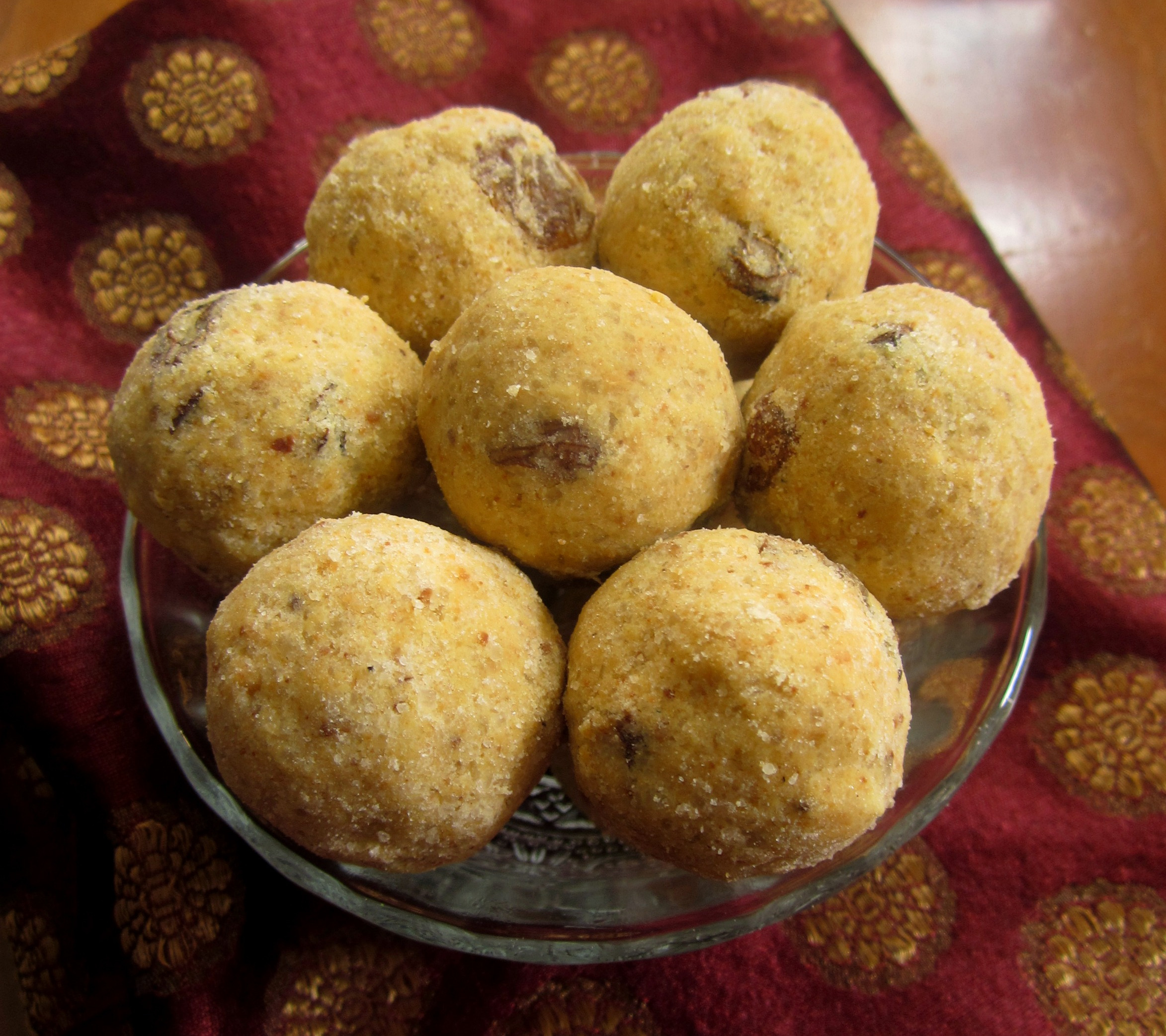
Besan' (Kichererbsenmehl) laddus

Besan Laddu ist die häufigste Variante. Für die Zubereitung wird Besan (Kichererbsenmehl) in heißem Ghee (Butterschmalz) gebraten. Anschließend werden Zucker und Kardamompulver untergemischt (es gibt grünen Kardamom und schwarzen Kardamom). Die Mischung wird zu Kugeln geformt, dann lässt man diese abkühlen und fest werden.

### Motichoor laddu
Motichoor („zerdrückte Perlen“ in Hindi) Dieser Laddu wird aus „boondi“ hergestellt. Das sind winzige frittierte Kugeln aus in Zuckersirup getränktem Kichererbsenteig.

### Thaggu ke laddu
Thaggu ke („Betrüger“) laddu wird aus „khoa“ (Kondensmilch), Grieß und Weißzucker hergestellt und ist eine Spezialität aus Kanpur, Indien. Erfunden wurde es von Mattha Pandey, einem Anhänger von Mahatma Gandhi. Pandey hörte, wie Gandhi den weißen Zucker, der in Indien von den Briten eingeführt worden war, als „weißes Gift“ und krankmachend bezeichnete. Da sein Laddu mit weißem Zucker hergestellt wurde, nannte er es entsprechend.

### Shahi laddu
„Shahi“ (königlich) Laddu wird aus den Süßigkeiten „Peda“ und „Barfi“ hergestellt, die zu einer Paste gemahlen, mit Kardamom, Trockenfrüchten und Nüssen vermischt und zu Kugeln geformt werden. Es wird mit vark (essbare Folie) verziert.

### Kokosnuss laddu
Es gibt mehrere Kokosnussladdu-Rezepte. Seine früheste Form „Narayl Nakru“ stammt aus der Zeit des Chola-Reiches. Dort war es eine Süßigkeit für Reisende und Krieger, welche als Glücksbringer für ihre Expeditionen mitgegeben wurde.

### Laddu mit Speisegummi
In Indien werden diese traditionell an stillende Mütter gegeben, da sie die Milchproduktion fördern. Diese Laddus werden in den Sprachen Marathi „dinkache ladoo“ und in Hindi „gond ka laddu“ genannt. Die Hauptzutat ist Gummiarabikum, das aus dem Babhul-Baum gewonnen wird. Weitere Zutaten sind Kokosnuss, Mandeln, Cashews, Datteln, Gewürze wie Muskat und Kardamom, Mohn, Ghee und Zucker.
Bei einem alternativen Mehrkornrezept wird ein Teil des Gummis durch Körner und Hülsenfruchtmehle wie Besan, Urid, ragi (nachani in Marathi) und Weizen ersetzt.

### Tempel laddus
Viele Hindu-Tempel haben ihre eigenen Laddu-Versionen, die den Gottheiten geopfert und dann den Gläubigen als Prasad (geweihte Speise) serviert werden. Das „Besan-Laddu“, das im Venkateshwara-Tempel in Tirupati, Indien, serviert wird, wird als „das berühmteste Tempel-Laddu“ bezeichnet. Der Maa Tarini Tempel in Ghatgaon, Indien, serviert laddus aus Kokosnuss und „khoa“. Das spezielle Laddu im Subramaniya Swamy Tempel in Tiruchendur, Indien wird aus Fuchsschwanzhirse hergestellt.

### Andere

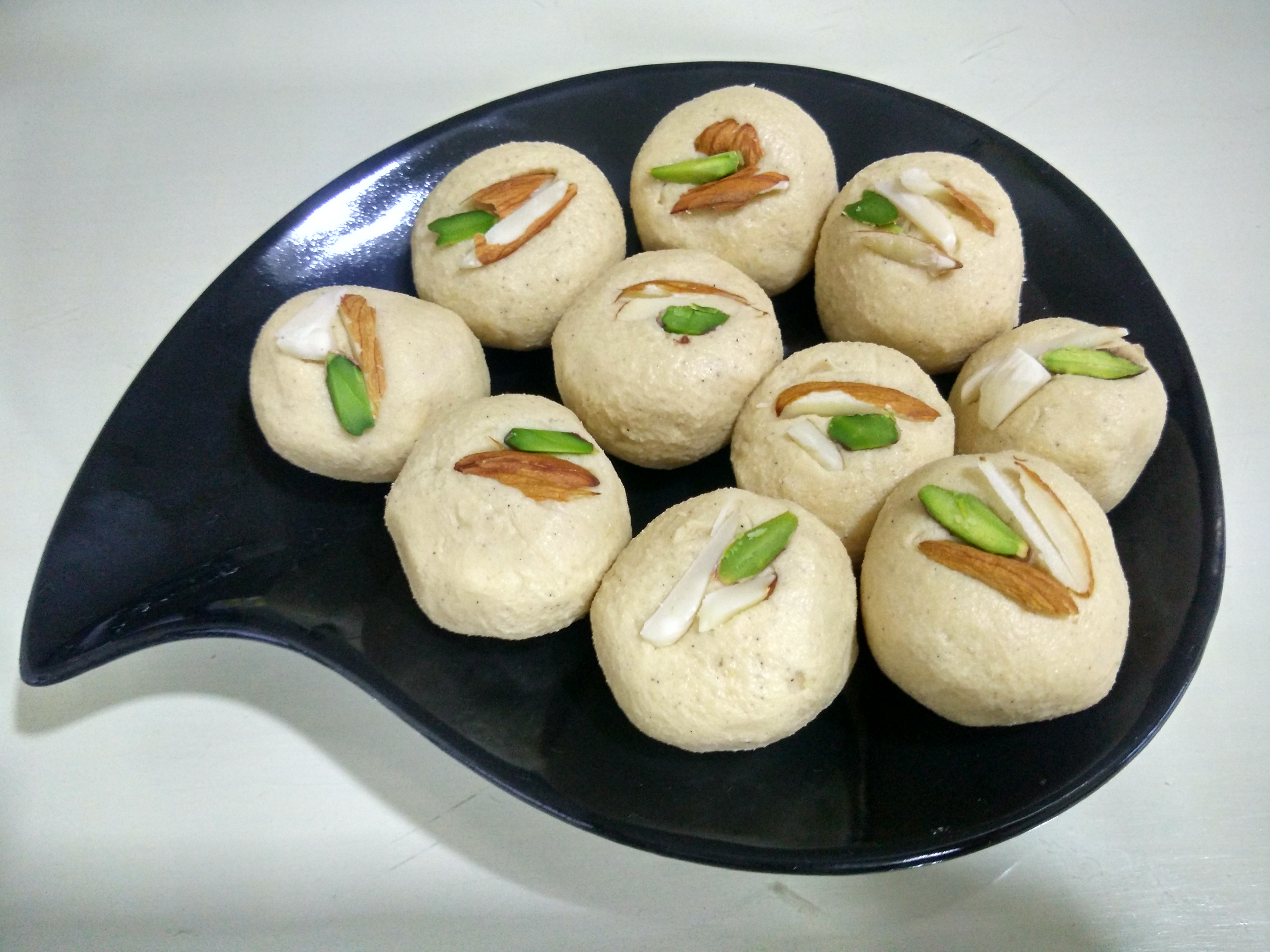
Reismehl laddus

Jede Region Indiens hat ihre eigene Version von Laddus. In Rajasthan werden Laddus aus Weizenmehl, in Maharashtra aus Sesamsamen, in Kerala aus Reismehl und in Andhra Pradesh aus Reisflocken hergestellt. Optionale Zutaten sind Kokosraspeln, geröstete Kichererbsen, Nüsse und Rosinen.

## Weltrekord

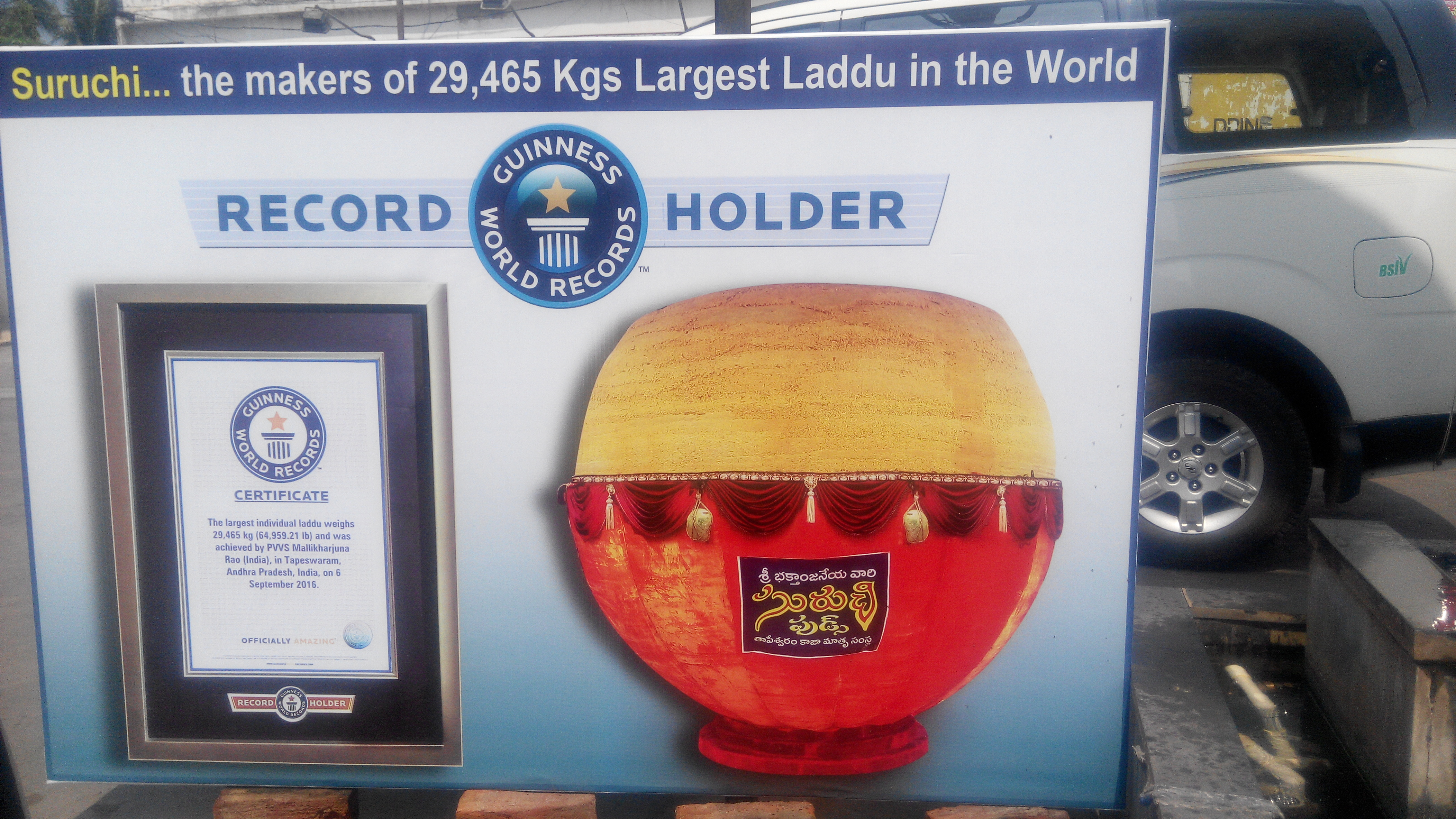
Der Rekord-Laddu mit 29.465 kg

Der im Guinness-Buch der Rekorde aufgeführte größte einzelne Laddu wog 29.465 kg und wurde von PVVS Mallikharjuna Rao (Indien), in Tapeswaram, Andhra Pradesh, Indien, am 6. September 2016 erzielt. Der Laddu wurde nach einem traditionellen Boondi-Rezept hergestellt. Zu den Zutaten gehörten Ghee, raffiniertes Öl, Cashewnüsse, Zucker, Mandeln, Kardamom und Wasser.
Für ein Ganesh-Festival in Andhra Pradesh, Indien, wurde im September 2012 ein Laddu mit einem Gewicht von 6.300 kg hergestellt. Es war das bisher größte geopferte Laddu.

## Sonstiges
Eines der Attribute von Ganesha ist eine Schüssel mit Laddus, die hier nicht nur mythologische, sondern auch vielschichtige spirituelle und esoterische Bedeutung hat.